# Coxa vara
Es una deformidad del cuello del fémur, que se caracteriza por una disminución de su ángulo de inclinación (formado por el eje de la diáfisis y la cabeza del fémur), cuyo valor normal es de 140° - 150° al nacer, y de 127°-130° en el adulto. Se clasifica en congénita o adquirida. La primera, se debe a malformación proximal del fémur, cartílago vertical o coxa vara infantil. Mientras que la adquirida puede ser de causa raquítica, coxa vara del adolescente o epifisiólisis, y traumáticas

## Historia
La primera descripción fue realizada por Palletta en 1875, que la incluyó entre las cusas de claudicación congénita de cadera. En 1894 se la asignó el nombre actual por Holmeister y
Kocher. Gracias a los trabajos de Hoffa en 1905 y Delitala en 1912 se avanzó en la clasificación del mal y pudo separarse la forma congénita de la causada por otras etiologías como el raquitismo.